# Jürgen LIT Fischer
Jürgen LIT Fischer (* 30. März 1941 in Frankfurt am Main als Hans-Jürgen Fischer; † 14. April 2005) war ein deutscher Op-Art-, Computer-, Licht- und Installationskünstler. Seinem Namen gab er als Künstler den Zusatz „LIT“.

## Leben

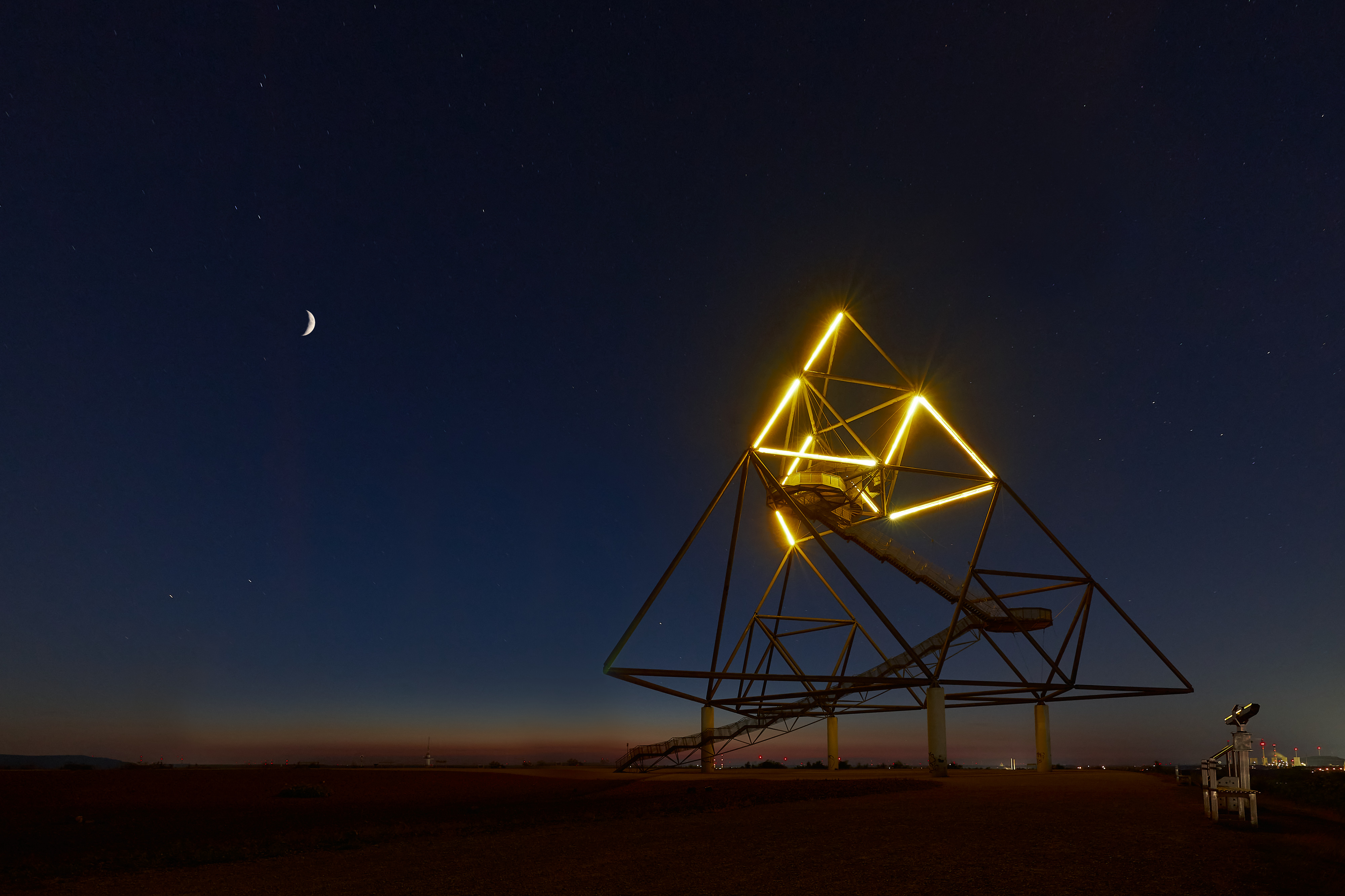
Lichtinstallation Fraktal auf dem Tetraeder (Bottrop)

Jürgen Fischer erhielt eine Ausbildung zum Kaufmann und Industriedesigner. Als Autodidakt wandte er sich der Bildenden Kunst zu, hierbei inspirierte ihn Wassily Kandinskys Schrift Klänge. In den 1960er Jahren zog er nach Düsseldorf, wo er in avantgardistischen Kreisen um Konrad Fischer verkehrte. 1966 war er Teilnehmer von dessen Aktion Kaffee und Kuchen in der Galerie Schmela. Zeitweise lebte damals die spätere RAF-Terroristin Ingrid Schubert bei ihm. Er wurde Mitarbeiter und Kollege im Atelier der ZERO-Künstler Heinz Mack, Günther Uecker und Otto Piene.
1968 begann er mit der Herstellung von Lichtobjekten. Ab 1972 arbeitete er als freischaffender Künstler, ab 1976 beteiligte er sich an Ausstellungen und Einzelausstellungen. In den 1980er Jahren experimentierte er mit dem Computer und schuf mittels der Programmiersprache Fortran Muster der Computergrafik, die er als Drucke auf Papier sowie auf Plexiglas übertrug. 1987 erhielt er für eine Arbeit auf der Ars Electronica einen Preis für Computergrafik. Bei zahlreichen Lichtinstallationen kooperierte er ab 1993 mit dem Architekten und Ingenieur Peter Brdenk. Als Höhepunkt seiner Ausstellungstätigkeit gilt die Teilnahme an der Architektur-Biennale Venedig im Jahr 1996. Zu den meistrezipierten Arbeiten zählt seine Lichtinstallation Fraktal auf dem Tetraeder der Halde Beckstraße in Bottrop.

## Werke (Auswahl)

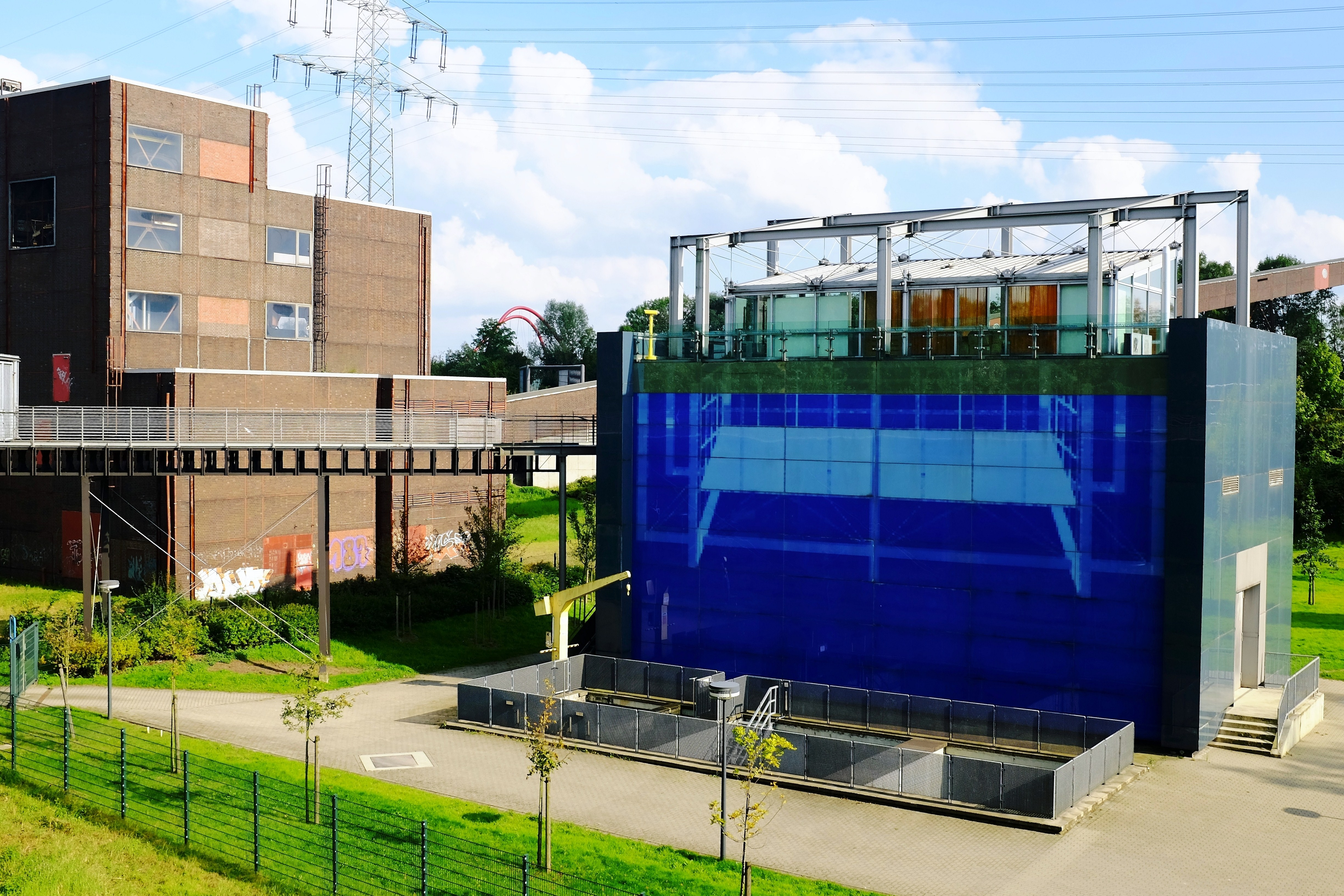
Spiegelung II, Fassadengestaltung am Pumpwerk Gelsenkirchen-Horst, Nordsternpark in Gelsenkirchen

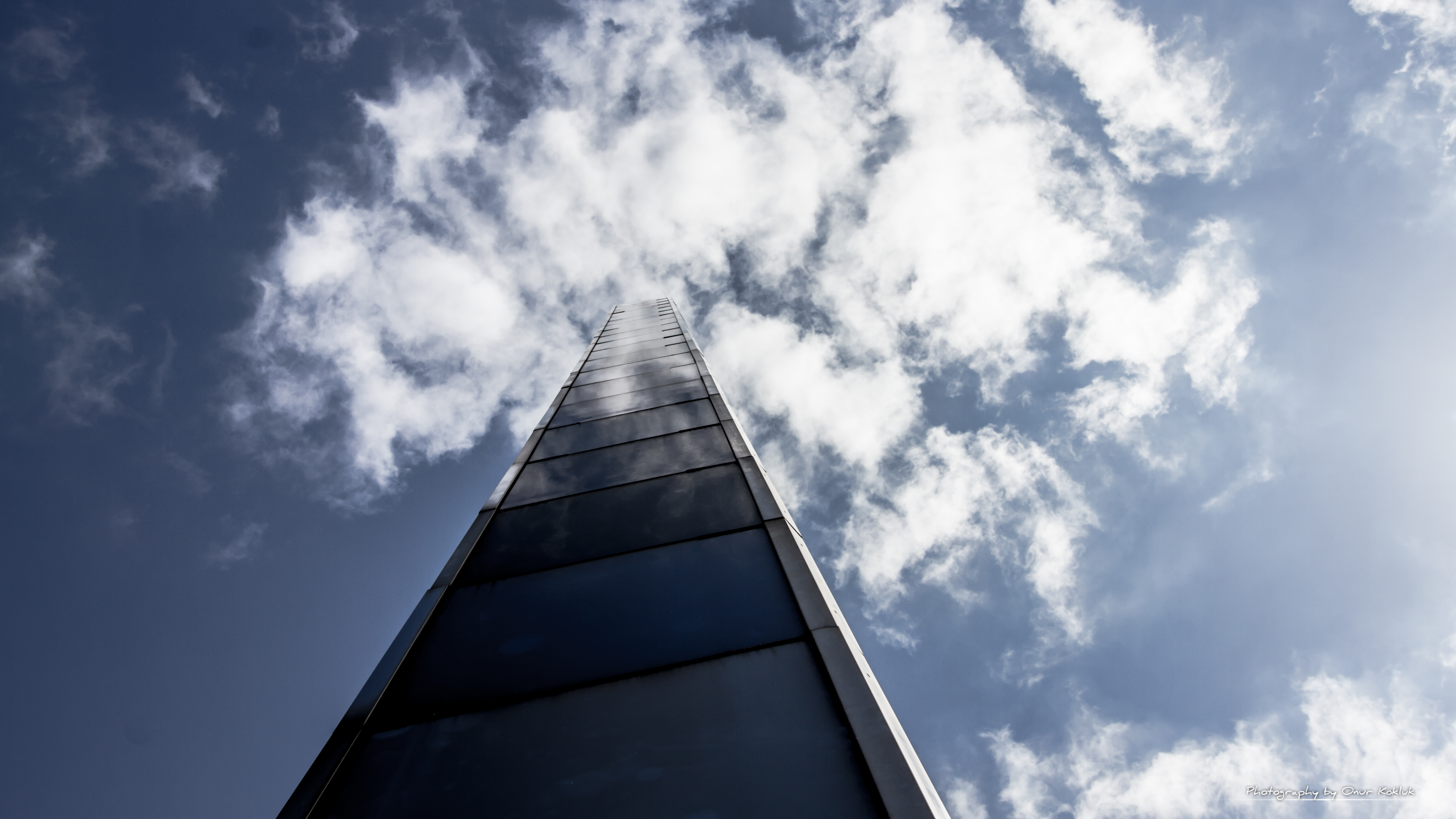
Gelsenkirchener Prisma vor der Sparkassen-Hauptstelle am Neumarkt

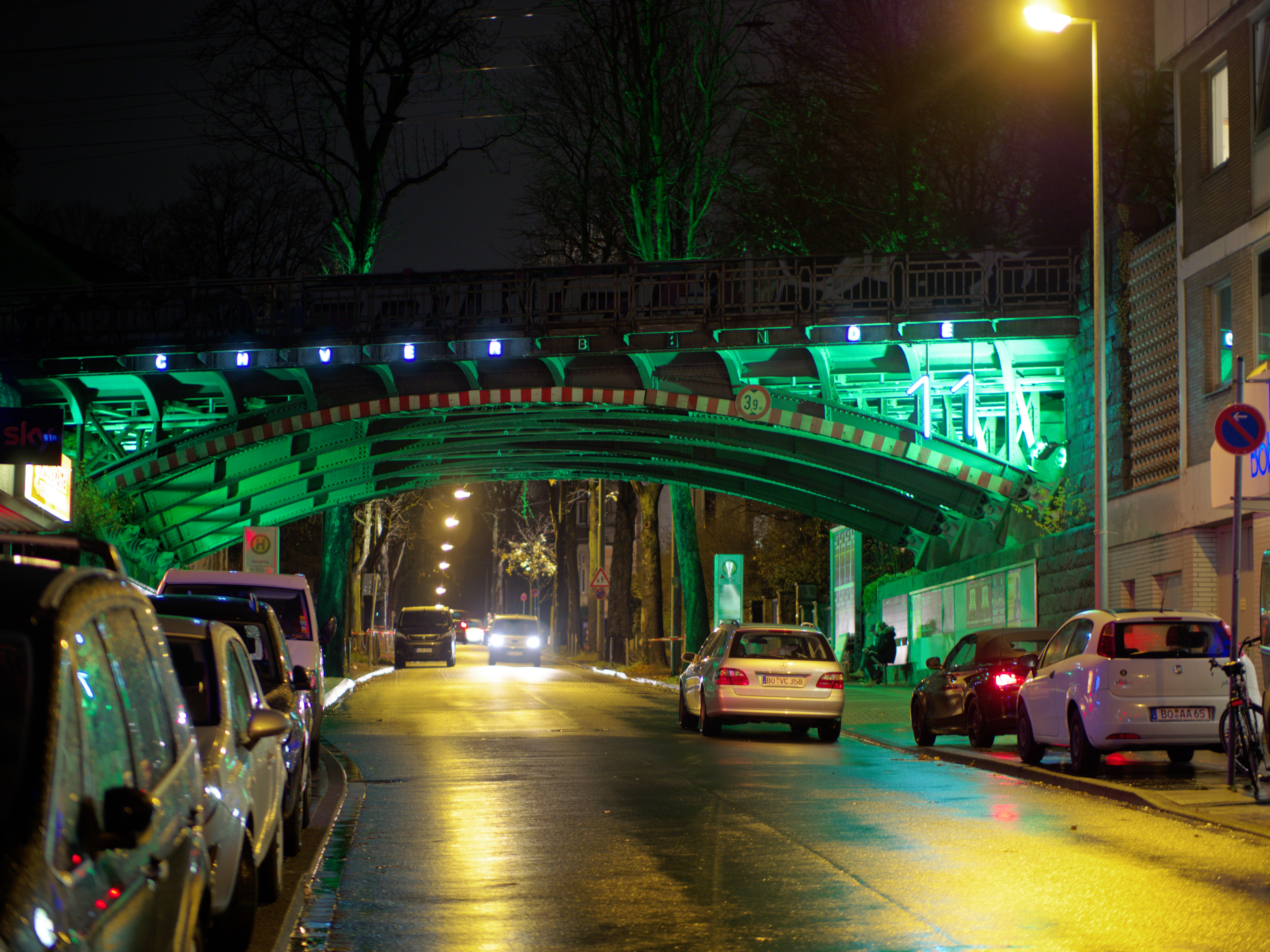
KunstLichtTor 11, Lichtinstallation an der Unterführung Kortumstraße in Bochum

- Feuerlinse (1969), drehbare Linse in Metallrahmen mit Licht
- Big Dice (1984), Computergrafik als Druck
- For Patrick with Love (1985), Computergrafik als Farblithografie auf Papier
- Mit Zwischenraum, hindurchzuschaun (1986), Computergrafik
- Vibrant (1987), Computergrafik in Siebdruck
- Intervalle (1987), Computergrafik
- Dreiklang (1987), Computergrafik auf Plexiglas
- Obertonbilder (1991), computergrafisch hergestellte Laser-Licht-Reliefs in der Ausstellung Bauhütte Klangzeit Wuppertal, Volkshochschule Wuppertal
- Gelsenkirchener Prisma (1994), Stele aus neonbeleuchteten Glasflächen in Spektralfarben, Neumarkt, Gelsenkirchen[6]
- Fraktal (1995), Lichtskulptur, Tetraeder, Halde Beckstraße, Bottrop
- Einleuchtend (1996), Lichtinstallation, Zeche Carl, Essen-Altenessen
- Spiegelung II (1997), Umgestaltung des Pumpwerks Gelsenkirchen-Horst, Nordsternpark, Gelsenkirchen
- Lichtenbergs Celle (1998), Lichtinstallation, Bomann-Museum, Celle
- mit Peter Brdenk: Die Brücke im Schatten des Theaters (2000), Lichtinstallation im Rahmen des Projekts Lichtparcours, Theaterbrücke an der Jasperallee, Braunschweig[7]
- mit Peter Brdenk: MeerLicht (2001), Lichtinstallation in einer Hinterhofstraße, Schwarze Meer, Innenstadt Essen
- mit Peter Brdenk: KunstLichtTor 1 (2003), Lichtinstallation an der Königsallee/Viktoriastraße in Bochum[8]
- mit Peter Brdenk: KunstLichtTor 5 (2004), Lichtinstallation an der Alleestraße in Bochum
- mit Peter Brdenk: KunstLichtTor 11 (2005), Lichtinstallation an der Unterführung Kortumstraße in Bochum, Renault Traffic Design Award 2004 (Sonderpreis Kommunen)
- Grüner Strahl (2005), Pylon auf dem Worringer Platz, Düsseldorf
- mit Peter Brdenk: Grün/blauer Licht-Mäander zwischen den Brücken der Ahse auf ihrem Weg zum Düker (2009), Lichtinstallation an den Ahse-Brücken Ostenallee und Kurpark, Hamm[9][10]